# Drzewiszka atlantycka
Drzewiszka atlantycka (Rhipidomys mastacalis) – gatunek ssaka z podrodziny bawełniaków (Sigmodontinae) w obrębie rodziny chomikowatych (Cricetidae).

## Zasięg występowania
Drzewiszka atlantycka występuje we wschodniej Brazylii (od stanu Paraíba na południe do stan Rio de Janeiro); izolowane populacje ze stanów Ceará i Goiás są tymczasowo przypisane do tego gatunku.

## Taksonomia
Gatunek po raz pierwszy zgodnie z zasadami nazewnictwa binominalnego opisał w 1840 roku duński przyrodnik Peter Wilhelm Lund nadając mu nazwę Mus mastacalis. Holotyp pochodził znad rzeki das Velhas, w Lagoa Santa, w Minas Gerais, w Brazylii. 
Taksonomia R. mastacalis, a zwłaszcza pokrewieństwo z R. macrurus, nie jest w pełni wyjaśniona. Autorzy Illustrated Checklist of the Mammals of the World uznają ten takson za gatunek monotypowy.

### Etymologia
- Rhipidomys: gr. ῥιπις rhipis, ῥιπιδος rhipidos wachlarz; μυς mus, μυος muos „mysz”[9].
- mastacalis: gr. μυσταξ mustax, μυστακος mustakos „wąsy”[10].

## Morfologia
Długość ciała (bez ogona) 124–151 mm, długość ogona 147–167 mm, długość ucha 20–22 mm, długość tylnej stopy 26–30 mm; masa ciała 55–100 g (średnio 65,9 g). 

## Ekologia
Żyje w lasach, na wysokościach do 1500 m n.p.m.. 

## Status ochronny
Ze względu na przypuszczalnie dużą liczebność nie jest zaliczany do gatunków zagrożonych, jednak na niektórych obszarach może być narażony na fragmentację i utratę siedlisk.